# داستين ولز
داستين ولز (بالإنجليزية: Dustin Wells)‏ (31 مايو 1983 في أستراليا - ) هو لاعب كرة قدم أسترالي في مركز الوسط. شارك مع منتخب أستراليا تحت 20 سنة لكرة القدم. أما مع النوادي، فقد لعب مع بيلكونين يونايتد ووولونغونغ وGungahlin United FC ‏ وNew Zealand Knights FC ‏.

## وصلات خارجية
- داستين ولز على موقع قاعدة بيانات كرة القدم.إي يو (الإنجليزية)
- داستين ولز على موقع عالم كرة القدم.نت (الإنجليزية)